# Primera División de México 1958-59
La Temporada 1958-59 fue la edición XVI del campeonato de liga de la Primera División en la denominada "época profesional" del fútbol mexicano; Comenzó el 13 de julio y finalizó el 11 de enero. El Celaya ascendió y se unió a la liga.
El torneo se desarrolló a partidos de visita recíproca por lo que cada club jugó 26 partidos, al final de este el Club Deportivo Guadalajara se convirtió en campeón por segunda vez en su historia superando por 2 puntos al León AC.

## Sistema de competencia
Los catorce participantes disputan el campeonato bajo un sistema de liga, es decir, todos contra todos a visita recíproca; con un criterio de puntuación que otorga dos unidades por victoria, una por empate y cero por derrota. El campeón sería el club que al finalizar el torneo haya obtenido la mayor cantidad de puntos, y por ende se ubique en el primer lugar de la clasificación. 
En caso de concluir el certamen con dos equipos empatados en el primer lugar, se procedería a un partido de desempate entre ambos conjuntos en una cancha neutral predeterminada al inicio del torneo; de terminar en empate dicho duelo, se realizará uno extra, y de persistir la igualdad en este, se alargaría a la disputa de dos tiempos extras de 30 minutos cada uno, y posteriormente Tiros desde el punto penal, hasta que se produjera un ganador.
En caso de que el empate en el primer lugar fuese entre más de dos equipos, se realizaría una ronda de partidos entre los involucrados, con los mismos criterios de puntuación, declarando campeón a quien liderada esta fase al final.
El descenso a Segunda División corresponderá al equipo que acumulara la menor cantidad de puntos, y que por ende finalice en el último lugar de la clasificación. Al igual que el campeonato, para el descenso se contempló una serie de partidos extra en caso de empate en puntos de uno o más equipos.
Para el resto de las posiciones que no estaban involucradas con la disputa del título y el descenso, su ubicación, en caso de empate, se definía por medio del criterio de gol average o promedio de goles, y se calculaba dividiendo el número de goles anotados entre los recibidos.

## Equipos participantes

### Ascensos y descensos
| Pos | Ascendido de la Segunda División 1957-58 |
| --- | ---------------------------------------- |
| 1.º | Celaya                                   |

| Pos  | Descendido en la Primera División 1957-58 |
| ---- | ----------------------------------------- |
| 14.º | Tampico                                   |

### Equipos por entidad federativa
En la temporada 1958-1959 jugaron 14 equipos que se distribuían de la siguiente forma:
| Zamora Oro Atlas Guadalajara León Irapuato Celaya Necaxa Morelia Toluca Cuautla América Atlante Zacatepec | \| Entidad Federativa \| N.º \| Equipos \| \| ------------------ \| --- \| -------------------------- \| \| Jalisco \| 3 \| Atlas, Oro y Guadalajara \| \| Distrito Federal \| 3 \| América, Atlante, y Necaxa \| \| Guanajuato \| 3 \| Celaya, Irapuato y León \| \| Michoacán \| 2 \| Morelia y Zamora \| \| Morelos \| 2 \| Cuautla y Zacatepec \| \| Estado de México \| 1 \| Toluca \| |                            |
| Entidad Federativa                                                                                        | N.º | Equipos                    |
| Jalisco                                                                                                   | 3 | Atlas, Oro y Guadalajara   |
| Distrito Federal                                                                                          | 3 | América, Atlante, y Necaxa |
| Guanajuato                                                                                                | 3 | Celaya, Irapuato y León    |
| Michoacán                                                                                                 | 2 | Morelia y Zamora           |
| Morelos                                                                                                   | 2 | Cuautla y Zacatepec        |
| Estado de México                                                                                          | 1 | Toluca                     |

### Información de los equipos participantes
| \| Equipo \| Sede \| Estadio \| En Primera desde... \| \| ----------------- \| ------------------------ \| ---------------------- \| ------------------- \| \| América (AME) \| Ciudad de México \| Olímpico Universitario \| 1943 \| \| Atlante (ATT) \| Ciudad de México \| Ciudad de los Deportes \| 1943 \| \| Atlas (ATL) \| Guadalajara, Jalisco \| Parque Oro \| 1943 \| \| Celaya (CEL) \| Celaya, Guanajuato \| Miguel Alemán Valdés \| 1958 \| \| Cuautla (CUA) \| Cuautla, Morelos \| El Almeal \| 1955 \| \| Guadalajara (GDL) \| Guadalajara, Jalisco \| Parque Oro \| 1943 \| \| Irapuato (IRA) \| Irapuato, Guanajuato \| Revolución \| 1954 \| \| León (LEO) \| León, Guanajuato \| La Martinica \| 1944 \| \| Morelia (MOR) \| Morelia, Michoacán \| Campo Morelia \| 1957 \| \| Necaxa (NEC) \| Ciudad de México \| Olímpico Universitario \| 1950 \| \| Oro (ORO) \| Guadalajara, Jalisco \| Parque Oro \| 1944 \| \| Toluca (TOL) \| Toluca, Estado de México \| Héctor Barraza \| 1953 \| \| Zacatepec (ZAC) \| Zacatepec, Morelos \| Parque del Ingenio \| 1951 \| \| Zamora (ZAM) \| Zamora, Michoacán \| Moctezuma \| 1955 \| |                          |                        |                     |
| Equipo | Sede                     | Estadio                | En Primera desde... |
| América (AME) | Ciudad de México         | Olímpico Universitario | 1943                |
| Atlante (ATT) | Ciudad de México         | Ciudad de los Deportes | 1943                |
| Atlas (ATL) | Guadalajara, Jalisco     | Parque Oro             | 1943                |
| Celaya (CEL) | Celaya, Guanajuato       | Miguel Alemán Valdés   | 1958                |
| Cuautla (CUA) | Cuautla, Morelos         | El Almeal              | 1955                |
| Guadalajara (GDL) | Guadalajara, Jalisco     | Parque Oro             | 1943                |
| Irapuato (IRA) | Irapuato, Guanajuato     | Revolución             | 1954                |
| León (LEO) | León, Guanajuato         | La Martinica           | 1944                |
| Morelia (MOR) | Morelia, Michoacán       | Campo Morelia          | 1957                |
| Necaxa (NEC) | Ciudad de México         | Olímpico Universitario | 1950                |
| Oro (ORO) | Guadalajara, Jalisco     | Parque Oro             | 1944                |
| Toluca (TOL) | Toluca, Estado de México | Héctor Barraza         | 1953                |
| Zacatepec (ZAC) | Zacatepec, Morelos       | Parque del Ingenio     | 1951                |
| Zamora (ZAM) | Zamora, Michoacán        | Moctezuma              | 1955                |

## Clasificación final
| Pos. | Equipo          | Pts. | PJ | G  | E  | P  | GF | GC | Dif. |                       |
| ---- | --------------- | ---- | -- | -- | -- | -- | -- | -- | ---- | --------------------- |
| 1    | Guadalajara (C) | 38   | 26 | 16 | 6  | 4  | 52 | 26 | +26  | Campeón               |
| 2    | León            | 36   | 26 | 16 | 4  | 6  | 56 | 31 | +25  |                       |
| 3    | Zacatepec       | 32   | 26 | 13 | 6  | 7  | 46 | 41 | +5   |                       |
| 4    | América         | 31   | 26 | 11 | 9  | 6  | 52 | 38 | +14  |                       |
| 5    | Atlas           | 30   | 26 | 12 | 6  | 8  | 52 | 42 | +10  |                       |
| 6    | Toluca          | 28   | 26 | 10 | 8  | 8  | 41 | 37 | +4   |                       |
| 7    | Irapuato        | 27   | 26 | 10 | 7  | 9  | 32 | 32 | 0    |                       |
| 8    | Oro             | 24   | 26 | 10 | 4  | 12 | 48 | 57 | −9   |                       |
| 9    | Zamora          | 21   | 26 | 6  | 9  | 11 | 44 | 53 | −9   |                       |
| 10   | Morelia         | 21   | 26 | 7  | 7  | 12 | 36 | 44 | −8   |                       |
| 11   | Necaxa          | 20   | 26 | 4  | 12 | 10 | 41 | 49 | −8   |                       |
| 12   | Atlante         | 19   | 26 | 5  | 9  | 12 | 31 | 43 | −12  |                       |
| 13   | Celaya          | 19   | 26 | 4  | 11 | 11 | 30 | 46 | −16  |                       |
| 14   | Cuautla         | 18   | 26 | 4  | 10 | 12 | 23 | 45 | −22  | Descenso de categoría |

 Fuente: RSSSF

### Resultados
| Local \ Visitante | AME | ATT | ATL | CEL | CUA | GUA | IRA | LEO | MOR | NEC | ORO | TOL | ZAC | ZAM |
| ----------------- | --- | --- | --- | --- | --- | --- | --- | --- | --- | --- | --- | --- | --- | --- |
| América           | —   | 3–1 | 1–1 | 4–0 | 3–0 | 0–2 | 3–1 | 2–0 | 3–0 | 4–2 | 1–3 | 1–1 | 2–2 | 2–2 |
| Atlante           | 1–1 | —   | 0–1 | 1–0 | 1–1 | 1–2 | 0–1 | 2–3 | 1–1 | 1–1 | 2–2 | 5–2 | 0–0 | 2–1 |
| Atlas             | 0–0 | 3–4 | —   | 1–1 | 1–3 | 2–2 | 4–0 | 1–4 | 2–0 | 3–3 | 4–2 | 3–0 | 4–5 | 2–0 |
| Celaya            | 0–3 | 0–0 | 3–3 | —   | 4–1 | 1–3 | 2–1 | 0–0 | 1–1 | 1–1 | 1–2 | 1–3 | 0–1 | 3–2 |
| Cuautla           | 2–1 | 2–1 | 1–2 | 0–0 | —   | 0–0 | 2–0 | 1–1 | 0–0 | 1–1 | 1–2 | 0–1 | 1–2 | 0–2 |
| Guadalajara       | 3–2 | 4–0 | 3–2 | 2–2 | 4–0 | —   | 2–0 | 2–0 | 3–0 | 1–0 | 1–1 | 2–0 | 4–1 | 2–4 |
| Irapuato          | 4–0 | 1–0 | 0–1 | 0–0 | 1–1 | 0–2 | —   | 3–0 | 4–2 | 2–1 | 1–0 | 2–2 | 3–0 | 1–1 |
| León              | 1–1 | 2–0 | 1–0 | 4–0 | 5–1 | 4–0 | 1–0 | —   | 3–1 | 4–2 | 6–1 | 0–3 | 3–1 | 4–1 |
| Morelia           | 1–1 | 2–1 | 1–3 | 3–1 | 2–0 | 2–1 | 1–2 | 1–2 | —   | 3–5 | 3–1 | 1–1 | 0–2 | 4–0 |
| Necaxa            | 4–3 | 0–2 | 1–2 | 5–2 | 0–0 | 0–1 | 1–1 | 0–0 | 1–1 | —   | 2–2 | 2–2 | 0–1 | 1–1 |
| Oro               | 1–3 | 4–2 | 2–5 | 1–3 | 3–2 | 1–0 | 1–1 | 3–1 | 2–1 | 2–3 | —   | 2–1 | 3–0 | 4–5 |
| Toluca            | 3–5 | 1–1 | 1–0 | 1–0 | 5–0 | 1–1 | 1–1 | 0–2 | 1–3 | 1–1 | 2–0 | —   | 0–1 | 5–2 |
| Zacatepec         | 1–1 | 3–0 | 1–2 | 2–2 | 2–2 | 1–4 | 4–1 | 2–1 | 1–0 | 4–2 | 3–2 | 1–2 | —   | 3–0 |
| Zamora            | 1–2 | 2–2 | 3–0 | 1–1 | 1–1 | 1–1 | 0–1 | 3–4 | 2–2 | 4–2 | 3–1 | 0–1 | 2–2 | —   |

|                                |
| Guadalajara Campeón 2° título. |

## Ganadores
- Liga: Guadalajara
- Copa: Zacatepec
- Campeón de Campeones: Guadalajara

## Máximos goleadores
| Nombre                  | Club        | Goles |
| ----------------------- | ----------- | ----- |
| Eduardo González Palmer | América     | 25    |
| Oswaldo Martinolli      | León        | 21    |
| Carlos "Charro" Lara    | Zacatepec   | 19    |
| Carlos Chavaño          | Atlas       | 15    |
| Javier Novello          | Zamora      | 15    |
| Carlos González Cabrera | Atlas       | 14    |
| Gabriel Uñate           | Morelia     | 14    |
| Carlos "Monito" Carús   | Toluca      | 13    |
| Lomelín                 | Oro         | 12    |
| Mario Pavés             | América     | 11    |
| Héctor Hernández García | Guadalajara | 10    |
| Dante "Morocho" Juárez  | Zamora      | 10    |
| Ligorio López           | Irapuato    | 10    |
| Julio Palleiro          | Necaxa      | 10    |

## Descenso y Ascenso
El Club Deportivo Cuautla, dirigido por Donato Alonso, desciende después de estar 4 temporadas en primera división. Por otro lado, las Jaibas del Club Deportivo Tampico FC ascienden a primera coronándose campeón de la segunda división, después de permanecer solamente 1 año en ella.